# أليكسندر نوري
أليكسندر نوري (بالألمانية: Alexander Nouri)‏ (20 أغسطس 1979 ببوكستهوده في ألمانيا - ) هو مدرب كرة قدم ولاعب كرة قدم ألماني في مركز الوسط. لعب مع فيردر بريمن وهولشتاين كيل ونادي أوردينغن 05 ونادي أوسنابروك وSeattle Sounders (1994–2008) ‏ وفيردر بريمن 2 ‏ وVfB Oldenburg ‏.

## وصلات خارجية
- أليكسندر نوري على موقع قاعدة بيانات كرة القدم.إي يو (الإنجليزية)
- أليكسندر نوري على موقع بيانات كرة القدم. دي إي (الألمانية)
- أليكسندر نوري على موقع Soccerway.com (الإنجليزية)
- أليكسندر نوري على موقع عالم كرة القدم.نت (الإنجليزية)